# Deutsche Fußballmeisterschaft der B-Juniorinnen 2000/01
Die deutsche Fußballmeisterschaft der B-Juniorinnen 2001 war die zweite Auflage dieses Wettbewerbes. Meister wurde der DFC Eggenstein, der im Finale den Titelverteidiger 1. FFC Turbine Potsdam mit 1:0 besiegte.

## Teilnehmende Mannschaften
Für die Endrunde qualifizierten sich die Sieger der fünf Meisterschaftswettbewerbe der Regionalverbände des Deutschen Fußball-Bundes sowie die Zweitplatzierten der Wettbewerbe des norddeutschen, des süddeutschen und des westdeutschen Regionalverbandes.
| Regionalverband Nord                | Regionalverband Nordost  | Regionalverband Süd                  | Regionalverband Südwest | Regionalverband West                      |
| - Hamburger SV - Blau-Weiss Hollage | - 1. FFC Turbine Potsdam | - DFC Eggenstein - FC Bayern München | - SSV Wellesweiler      | - FC Gütersloh 2000 - FSC Mönchengladbach |

## Spielergebnisse

### Gruppenspiele

#### Gruppe 1
| Pl. | Verein                 | Sp. | S | U | N | Tore    | Diff. | Punkte |
| --- | ---------------------- | --- | - | - | - | ------- | ----- | ------ |
| 1.  | 1. FFC Turbine Potsdam | 3   | 2 | 1 | 0 | 004:000 | +4    | 07     |
| 2.  | FC Gütersloh 2000      | 3   | 2 | 0 | 1 | 006:600 | ±0    | 06     |
| 3.  | FC Bayern München      | 3   | 1 | 0 | 2 | 008:600 | +2    | 03     |
| 4.  | Hamburger SV           | 3   | 0 | 1 | 2 | 001:700 | −6    | 01     |

|                                                 |   |                        |           |
| 15. Juni 2001, Sportanlage des VfB Obertürkheim |   |                        |           |
| FC Bayern München                               | – | FC Gütersloh 2000      | 3:4 (1:3) |
| Hamburger SV                                    | – | 1. FFC Turbine Potsdam | 0:0       |
| 16. Juni 2001, Sportanlage des SV Hoffeld       |   |                        |           |
| 1. FFC Turbine Potsdam                          | – | FC Bayern München      | 2:0 (0:0) |
| FC Gütersloh 2000                               | – | Hamburger SV           | 2:1 (1:0) |
| 17. Juni 2001, Sportanlage des FV 09 Nürtingen  |   |                        |           |
| 1. FFC Turbine Potsdam                          | – | FC Gütersloh 2000      | 2:0 (1:0) |
| Hamburger SV                                    | – | FC Bayern München      | 0:5 (0:0) |

#### Gruppe 2
| Pl. | Verein              | Sp. | S | U | N | Tore    | Diff. | Punkte |
| --- | ------------------- | --- | - | - | - | ------- | ----- | ------ |
| 1.  | DFC Eggenstein      | 3   | 3 | 0 | 0 | 009:300 | +6    | 09     |
| 2.  | FSC Mönchengladbach | 3   | 2 | 0 | 1 | 009:500 | +4    | 06     |
| 3.  | SSV Wellesweiler    | 3   | 1 | 0 | 2 | 005:120 | −7    | 03     |
| 4.  | Blau-Weiss Hollage  | 3   | 0 | 0 | 3 | 002:500 | −3    | 0      |

|                                                  |   |                     |           |
| 15. Juni 2001, Städtisches Stadion in Rudolstadt |   |                     |           |
| SSV Wellesweiler                                 | – | Blau-Weiss Hollage  | 1:0 (0:0) |
| FSC Mönchengladbach                              | – | DFC Eggenstein      | 0:2 (0:1) |
| 16. Juni 2001, Sportstätte in Uhlstädt           |   |                     |           |
| Blau-Weiss Hollage                               | – | FSC Mönchengladbach | 1:2 (0:0) |
| DFC Eggenstein                                   | – | SSV Wellesweiler    | 5:2 (3:0) |
| 17. Juni 2001, Stadion Saalewiesen in Saalfeld   |   |                     |           |
| Blau-Weiss Hollage                               | – | DFC Eggenstein      | 1:2 (0:0) |
| 17. Juni 2001, Städtisches Stadion in Rudolstadt |   |                     |           |
| SSV Wellesweiler                                 | – | FSC Mönchengladbach | 2:7 (1:4) |

### Finale
| Datum         |                        | Ergebnis  |                | Stadt     |
| ------------- | ---------------------- | --------- | -------------- | --------- |
| 24. Juni 2001 | 1. FFC Turbine Potsdam | 0:1 (0:1) | DFC Eggenstein | Hermsdorf |